# Boris Strel
Boris Strel (Žiri, 20. listopada 1959. - Ljubljana, 28. ožujka 2013.) je bivši slovenski alpski skijaš. Nastupao je za jugoslavensku reprezentaciju.
Bio je izraziti specijalist za veleslalom, a prve bodove u Svjetskom kupu osvojio je u sezoni 1979/1980. Do svoje jedine pobjede doskijao je 15. prosinca 1981. u talijanskoj Cortini d'Ampezzo. To je i dan-danas jedina slovenska pobjeda u veleslalomu u muškoj konkurenciji. Na Olimpijskim igrama nastupio je dvaput: na Igrama 1980. u Lake Placidu bio je osmi, a na Igrama 1984. u Sarajevu peti, oba nastupa u veleslalomu. Osim jedne pobjede, ostvario je i jedno drugo mjesto, te 33 plasmana među prvom petnaestoricom. Tada je, za razliku od danas, bodove osvajalo prvih petnaest natjecatelja. Novine Delo objavile su da je Strel počinio samoubojstvo 28. ožujka 2013.

## Pobjede u Svjetskom kupu
| Datum              | Skijalište        | Disciplina |
| ------------------ | ----------------- | ---------- |
| 15. prosinca 1981. | Cortina d'Ampezzo | veleslalom |

## Vanjske poveznice
- Ski-DB
- [neaktivna poveznica]
- "Umrl je Boris Strel", Delo, Ljubljana, 28.03.2013, 21:49 (sl.)